# Heusden

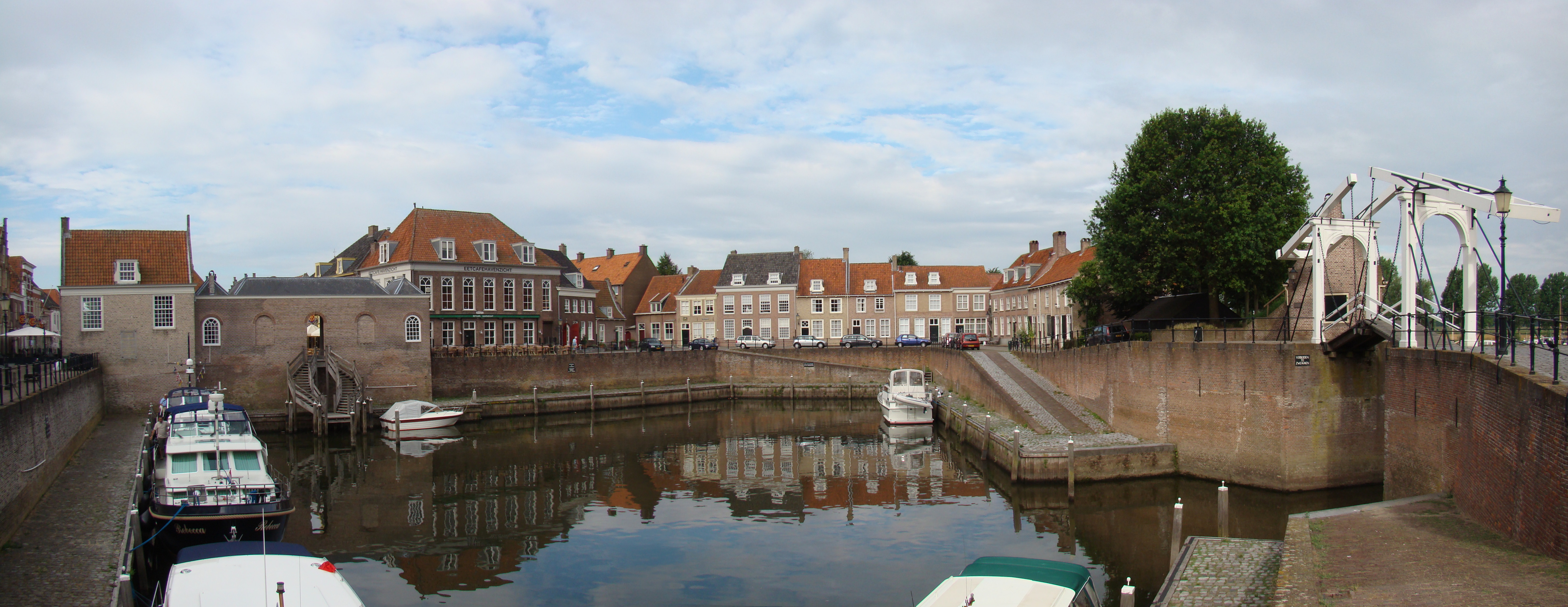
Gamla hamnen i Heusden.

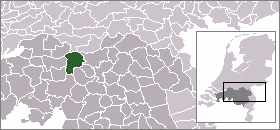
Lägeskarta

Heusden är en kommun i provinsen Noord-Brabant i Nederländerna. Kommunens totala area är 81,18 km² (där 2,30 km² är vatten) och invånarantalet är på 43 113 invånare (1 januari 2012).